# Томики-рю
Томики-рю (яп. 昭道館合気道, англ. Shodokan Aikido, Сёдокан Айкидо) — школа спортивного айкидо, созданная Кэндзи Томики.

## История
Учителями Кэндзи Томики, создателя данного стиля, были основатели айкидо — Морихэй Уэсиба и дзюдо — Дзигоро Кано, что повлияло на сложение системы, по сути ставшей синтезом айкидо и дзюдо. Основная идея Томики-сэнсэя, приведшая к созданию школы — применение техники айки-дзюцу (использовать инерцию противника) на дальней дистанции, и технику дзюдо (захваты, болевые приемы и прочее) на ближней. (Однако использование дзюдо идет в соответствии не с принципами дзюдо, но айки-дзюцу, где главным является «тай-сабаки» (повороты тела) при атаке противника ножом или конечностью).
В 1940 г. Томики создал новое ката самозащиты, которое было включено в Кодокан дзюдо (Госиндзюцу-но-ката). В 1960 г. Томики объявил официально о создании собственного стиля.

## Характеристики
Определяющим отличием от классического айкидо является большая жёсткость стиля, пришедшая из дзюдо и связанная с тем, что Кэндзи Томики принадлежал к довоенному поколению учеников Уэсибы, воспринявшему его идеи ещё до того, как О-Сэнсэй стал «смягчать» изобретённое им айкидо, ведя его по пути мира и гармонии.
Отличительными особенностями Томики-рю являются:
- наличие спортивного аспекта (в том числе спортивных чемпионатов), игнорируемого в обычном айкидо
- Томики-рю является не только системой защиты, но также и системой нападения, что неприемлемо для классического айкидо
- преподавание по системе, сходной с дзюдо (это связано с тем, что Кэндзи Томики начинал своё приобщение к боевым искусствам без оружия с Кодокан Дзюдо).
- большее внимание в работе с оружием (в том числе работа с мечом по традиционной школе Касима Син-рю)[2];
- Томики-сэнсэй первым в мире стал использовать на тренировках резиновые ножи вместо деревянных[3]

## Главы школы — Japan Aikido Association (JAA)
- Кэндзи Томики (до 1979) - первый президент JAA.
- Хидэо Оба (Hideo Ohba) (1979-1986) - второй президент JAA.
- Фусае Томики (Fusae Tomiki) (1986-2002) - третий президент JAA.[4]
- Масако Томики (Masako Tomiki) (2002 - настоящее время) - четвертый президент JAA.[4]

Главные инструкторы:
- Тэцуро Нарияма (Tetsuro Nariyama) - 9-й дан, главный инструктор Японской студенческой ассоциации айкидо (исследовательский центр Нихон Будокан), глава Федерации Сёдокан Айкидо (Shodokan Aikido Federation)[5]
- Фумиаки Сисида (Fumiaki Shishida, в Токио) - 8-й дан.

### Видео
- Tetsuro Nariyama with Sakai as uke на YouTube
- Tetsuro Nariyama with Sato as uke на YouTube
- Competition clip - Shomen-ate на YouTube
- Competition clip - Gyakugamae-ate на YouTube